# Road Rash 3D
 (mars 2020).
Si vous disposez d'ouvrages ou d'articles de référence ou si vous connaissez des sites web de qualité traitant du thème abordé ici, merci de compléter l'article en donnant les références utiles à sa vérifiabilité et en les liant à la section « Notes et références ».
Road Rash 3D est un jeu vidéo de course de moto sorti en 1998 sur PlayStation. Le jeu a été développé et édité par Electronic Arts. Il est le quatrième opus de la série Road Rash.

## Récompense
Road Rash 3D a reçu l'Interactive Achievement Awards en 1999 dans la catégorie « sound design ».